# Норт-Ланаркшир
Норт-Ла́наркшир (англ. North Lanarkshire, гэльск. Siorrachd Lannraig a Tuath, скотс North Lanrikshire) — один из 32 округов Шотландии. Граничит с округами Глазго-Сити, Ист-Данбартоншир, Фолкерк и Саут-Ланаркшир.

## Населенные пункты
- Белсхилл (Bellshill)
- Камбернолд (Cumbernauld),
- Килсайт (Kilsyth),
- Котбридж (Coatbridge)
- Мотеруэлл (Motherwell)
- Уишо (Wishaw)
- Эрдри (Airdrie)

## Достопримечательности
- Список замков Шотландии